# Brachycrotaphus longiceps
Brachycrotaphus longiceps är en insektsart som först beskrevs av Bolívar, I. 1902.  Brachycrotaphus longiceps ingår i släktet Brachycrotaphus och familjen gräshoppor. Inga underarter finns listade i Catalogue of Life.